# Goudoogberghoningkruiper
De goudoogberghoningkruiper (Diglossa glauca) is een zangvogel uit de familie Thraupidae (tangaren).

## Verspreiding en leefgebied
Deze soort telt 2 ondersoorten:
- D. g. glauca: van het noordelijke deel van Centraal-Peru tot het westelijke deel van Centraal-Bolivia.
- D. g. tyrianthina: zuidelijk Colombia, centraal Ecuador en uiterst noordelijk Peru.